# Darian Townsend
Darian Roy Townsend, född 28 augusti 1984 i Pinetown, KwaZulu-Natal, är en sydafrikansk tävlingssimmare. Townsend har tävlat för Sydafrika i Olympiska sommarspelen 2004 i Aten, 2008 i Beijing och 2012 i London.

## Karriär
Under OS i Aten 2004 var Darian Townsend med och vann en guldmedalj på lagkappen över 4 x 100 meter frisim på världsrekordtiden 3:13.17. Roland Schoeman gav Sydafrika ledningen på första sträckan och Lyndon Ferns utökade försprånget på andra sträckan. Townsend höll undan för de jagande lagen på tredje sträckan med en tid på 48.96 och Ryk Neethling på slutsträckan förvaltade sedan försprånget ända in i mål. Guldmedaljen var Sydafrikas enda under 2004 års Olympiska sommarspel.
Townsend deltog även i OS 2008 i Beijing och 2012 i London, dock utan att vinna några medaljer.